# Théorème de Fejér
En mathématiques, et plus précisément en analyse, le théorème de Fejér est un des principaux résultats de la théorie des séries de Fourier. Il donne des propriétés de convergence très générales pour la série de Fourier, dès lors qu'on utilise le procédé de sommation de Cesàro. Il a été démontré par le mathématicien Lipót Fejér en 1900,.

## Énoncé
Théorème de Fejér : Soit f une fonction localement intégrable et 2π-périodique. On note
{\displaystyle S_{n}(f)(x):=\sum _{k=-n}^{n}c_{k}(f)\mathrm {e} ^{\mathrm {i} kx}}
le terme d'ordre n de sa série de Fourier,
avec
{\displaystyle c_{k}(f):={\frac {1}{2\pi }}\int _{-\pi }^{\pi }f(t)\mathrm {e} ^{-\mathrm {i} kt}\,\mathrm {d} t},
puis
{\displaystyle \sigma _{N}(f)\colon x\longmapsto {\frac {1}{N+1}}\sum _{n=0}^{N}S_{n}(f)(x)}
les moyennes de Cesàro successives des termes de la série de Fourier. On a alors les énoncés suivants :
- théorème de Fejér, version uniforme :
Si f est continue, alors la suite de fonctions {\displaystyle \sigma _{N}(f)} converge uniformément vers la fonction f, avec en outre, pour tout N,
{\displaystyle \|\sigma _{N}(f)\|_{\infty }\leqslant \|f\|_{\infty }} ;
- théorème de Fejér, version Lp {\displaystyle (1\leqslant p<+\infty )}, aussi appelé théorème de Fejér-Lebesgue :
Si f appartient à l’espace Lp, alors la suite de fonctions {\displaystyle \sigma _{N}(f)} converge vers la fonction f au sens de la norme {\displaystyle \|\cdot \|_{p}}, avec en outre, pour tout N,
{\displaystyle \|\sigma _{N}(f)\|_{p}\leqslant \|f\|_{p}}.

## Applications
De très nombreux résultats concernant les séries de Fourier peuvent être obtenus comme conséquences du théorème de Fejér. Dans les propositions suivantes, toutes les fonctions considérées sont 2π-périodiques.
- L'application qui à une fonction intégrable associe ses coefficients de Fourier est injective.

L'injectivité est à comprendre dans l'espace L1, c'est-à-dire que deux fonctions ayant mêmes coefficients de Fourier sont égales presque partout. Dans le cas de deux fonctions continues, elles sont même égales. En effet, étant égales presque partout, elles coïncident sur un sous-ensemble dense, donc sont égales partout par continuité.
- Le théorème de Fejér uniforme constitue une des preuves possibles du théorème de Weierstrass trigonométrique : si f est une fonction continue, il existe une suite de polynômes trigonométriques qui converge uniformément vers f. De même le théorème de Fejér-Lebesgue apporte la preuve de la densité de l'espace des polynômes trigonométriques dans les différents espaces Lp.
- Si f est continue et si sa série de Fourier converge en un point x, alors elle converge nécessairement vers f (x).

Ceci est à comparer au comportement de la série de Taylor d'une fonction, qui peut très bien, elle, converger vers une autre valeur que la valeur de la fonction.
- On peut utiliser le théorème de Fejér pour démontrer une version uniforme du théorème de Jordan-Dirichlet : si f est continue et à variation bornée, la série de Fourier de f converge uniformément vers f.